# Kloroform
Kloroform je organska spojina s furmulo CHCl3 in eden od štirih klorometanov. Je gosta brezbarvna tekočina s sladkobnim vonjem, ki spada med nevarne kemikalije. Letna proizvodnja kloroforma je nekaj milijonov ton. Večina se ga porabi za proizvodnjo teflona in hladilnih sredstev, vendar se kot hladilno sredstvo opušča.

## Nahajališča v naravi
Celoten svetovni pretok kloroforma v okolju je približno 660.000 ton letno. Približno 90 % tega kloroforma je naravnega izvora. Prozvajajo ga številne morske trave in alge in domnevno nekatere glive v zemlji. 
Kloroform zlahka izpareva iz zemlje in morske vode in se v zraku pretvori v fosgen, diklorometan, formil klorid, ogljikov monoksid, ogljikov dioksid in vodikov klorid. Njegova razpolovna doba v zraku je od 55 do 620 dni. Biološka razgradnja v vodi in zemlji je počasna. Kloroform se v vodnih organizmih ne akumulira do signifikantne ravni.

## Zgodovina
Triklorometan sta neodvisno eden od drugega leta 1831  sintetizirala Justus von Liebig z alkalnim razklopom trikloroetanala in Eugène Soubeiran z delovanjem natrijevega hipoklorita na zmes acetona in etanola. Leta 1835 je Jean-Baptiste Dumas pripravil kloroform z alkalnim razklopom triklorocetne kisline. Henri Victor Regnault ga je pripravil s kloriranjem monoklorometana. V 1850. letih se je že masovno proizvajal po Liebigovem postopku, ki se je obdržal do 1960. let. Sedaj se proizvaja izključno s kloriranjem metana in monoklorometana.

## Proizvodnja
Industrijska proizvodnja kloroform poteka s segrevanjem zmesi klora in klorometana ali metana. Pri temperaturi 400-500 °C se začne radikalsko halogeniranje, v katerem se surovini postopoma halogenirata: 
CH4 + Cl2 → CH3Cl + HCl
CH3Cl + Cl2 → CH2Cl2 + HCl
CH2Cl2 + Cl2 → CHCl3 + HCl
Z nadaljnjim kloriranjem kloroforma nastane tetraklorometan (ali ogljikov tetraklorid):
CHCl3 + Cl2 → CCl4 + HCl
Produkt kemijskega procesa je zmes vseh štirih klorometanov, ki se ločijo z destilacijo.

### Devterokloroform
Devterirani kloroform je izotopolog kloroforma, v katerem je vodikov atom zamenjan z devterijem. CDCl3 se pogosto uporablja kot topilo v jedrski magnetni resonančni spektroskopiji. Proizvaja se s haloformno reakcijo iz acetona ali etanola z natrijevim ali kalcijevim hipokloritom. Haloformni postopek je zastarel in se za proizvodnjo kloroforma ne uporablja. Devterokloroform se lahko proizvede tudi z reakcijo natrijevega devteroksida s kloral hidratom (CCl3-C(OH)2) ali iz kloroforma. 

### Nenamerna tvorba kloroforma
Haloformna reakcija lahko nastane tudi nenamerno v domačem okolju. Med beljenjem s hipokloritom nastajajo kot stranski produkt halogenirane spojine, med katerimi je tudi kloroform. Kloroform lahko nastane tudi med mešanjem natrijevega hipoklorita s tekočinami, ki se pogosto najdejo v gospodinjstvih. Mednje spadajo aceton, etanol in izopropil alkohol. Med mešanjem lahko nastane tudi nekaj kloroacetona in dikloroacetona.

## Uporaba
Največ kloroforma se porabi za proizvodnjo klorodifluorometana, glavne surovine za proizvodnjo tetrafluoroetena:
CHCl3 + 2 HF → CHClF2 + 2 HCl
Reakcija poteka v prisotnosti katalizatorja antimonovega pentafluorida. Klorodifluorometan se zatem s pirolizo pretvori v tetrafluoroeten:
2 CHClF2 → C2F4 + 2 HCl
Do podpisa Montrealskega sporazuma, ki je začel veljati 1. januarja 1989, je bil klorodifluorometan priljubljeno hladilno sredstvo z oznako R-22. 

### Topilo
Kloroform se uporablja tudi za pripravo pesticidov in kot topilo za maščobe, olja, gumo, alkaloide, voske, gutaperčo in smole, sredstvo za čiščenje, fumigant za žito, sredstvo za gašenje in v gumarski industriji. CDCl3 je pogosto topilo v jedrski magnetni resonančni spektroskopiji.

### Reagent
Kloroform je osnova za sintezo spojin iz skupine diklorokarbenov. V prisotnosti heterogenih katalizatorjev reagira natrijevim hidroksidom pri čemer nastane zelo reaktiven in neobstojen diklorokarben CCl2, ki je uporaben za orto-formiliranje aktiviranih aromatskih obročev, na primer fenolov, pri čemer nastajajo aril aldehidi. V reakcijah z alkeni tvori derivate ciklopropana. V radikalski adiciji, ki jo katalizirajo kovinski katalizatorji, se veže na alkene:
R2C=CH2 + R'Cl → R2CCl-CH2R'
Reakcije je v 1940. letih odkril ameriški kemik Morris Selig Kharasch.
Najpomembnejša reakcija kloroforma je reakcija z vodikovim fluoridom, v kateri v prisotnosti katalizatorjev antimonovih pentahalidov nastane monoklorodifluorometan (CFC 22), ki je osnova za sintezo teflona.

### Anestetik
4. novembra 1847 je škotski porodničar James Young Simpson odkril anestetske lastnosti kloroforma.  Njegova raba v kirurgiji in porodništvu se je hitro razširila po celi Evropi. V 1850. letih se je uporabil celo med rojevanjem zadnjih dveh otrok britanske kraljice Viktorije. V Združenih državah Amerike je na začetku 20. stoletja začel izpodrivati eter, vendar so po odkritju njegove toksičnosti ponovno začeli uporabljati eter.
Od leta 1865 do 1920 se je v Združenem kraljestvu in nemško govorečih evropskih državah za 80-95 % narkoz uporabil kloroform. Prve temeljite raziskave njegove toksičnosti so opravili v Nemčiji v letih 1890-1897. Leta 1934 je Killian zbral vse razpoložljive statistike in ugotovil, da je verjetnost  komplikacij s smrtnim izidom pri uporabi etra med 1:14.000 in 1:28.000, pri uporabi kloroforma pa 1:3.000 do 1:6.000. Z naraščanjem uporabe didušikovega oksida (N2O), izboljšanjem anastezijske opreme in odkritjem heksobarbitala leta 1932 je začela uporaba kloroforma kot anestetika postopoma upadati.

## Varnost
Kloroform se po absorpciji skozi kožo, zaužitju ali vdihavanju pri sesalcih hitro presnovi in izloči, predvsem skozi pljuča kot kloroform in ogljikov dioksid. Manj kot 1 % se ga izloči z urinom. Kloroform draži oči,na koži pa lahko po daljši izpostavljenosti povzroči razjede zaradi izsušitve tkiva.
Presnavlja se v jetrih z encimi citokrom P450, ki ga oksidirajo v fosgen in nato redukcirajo v diklorometilni prosti radikal. Drugi metaboliti kloroforoma  so klorometanol, klorovodikova kislina, vodikov klorid in digluationil ditiokarbonat. Med končnimi produkti metabolizma prevladuje ogljikov dioksid.
Kloroform povzroči depresijo centralnega živčnega sistema in nazadnje globoko komo in depresijo centra za dihanje. Simptomi po zaužitju so podobni simptomom po vdihavanju. Resne zdravstvene težave se pojavijo po zaužitju 7,5 g kloroforma.  Srednji smrtni peroralni odmerek za odrasle je ocenjena na približno 45 g.
Uporaba kloroforma kot anestetika je bila prekinjena, ker je povzročal smrti zaradi bolezni dihal ter  srčne aritmije in odpovedi srca. Anestezija je pri nekaterih bolnikih povzročila slabost, bruhanje, oslabelost, zlatenico in komo zaradi motenega delovanja jeter. Na obdukcijah so ugotovljali degeneracijo in nekrozo jeter.
Kloroform je pri miših povzročal tumorje na jetrih, pri miših in podganah tudi tumorje na ledvicah. Hepatoksičnost in nefrotoksičnost je bila domnevno posledica predvsem fosgena. 

### Ukrepi za prvo pomoč
- Vdihavanje: poškodovanca se mora prenesti na svež zrak, izvesti umetno dihanje[15] in poiskati zdravniško pomoč.
- Zaužitje: poškodovanec mora sprati usta z vodo, popiti veliko vode in poiskati zdravniško pomoč.
- Stik z očmi in kožo: kontaminirana oblačila je treba sleči. Oči in kožo se mora sprati z veliko vode in  poiskati zdravniško pomoč.